# Estatueta de Ganimedes
L'estatueta de Ganimedes és una escultura de marbre datada dels segles iv i v. Es va descobrir al jaciment arqueològic de Cartago, Tunísia, per un equip d'arqueòlegs nord-americans a finals dels 70 com a part de l'operació principal de la Unesco «Per salvar Cartago». Representa Ganimedes al costat de Zeus, que ha assumit l'aparença d'una àguila. Un gos i una cabra endormiscada complementen el grup escultòric.
Recuperada en fragments, la figureta ha estat acuradament restaurada i exhibida en un petit museu del lloc, el Museu Paleocristià de Cartago. «Malgrat el seu petit volum, el grup escultòric és molt expressiu» i es troba en un «increïble bon estat» d'acord amb els estudis d'Elaine K. Gazda: «Una troballa sense precedents» al jaciment de Cartago; aquesta escultura també és emblemàtica de la qualitat de les obres que circularen per l'Àfrica romana durant l'antiguitat tardana.
La seua història més recent, quan la furtaren al 2013 del lloc de conservació, és testimoniatge de les amenaces al patrimoni històric i arqueològic dels estats afectats per la primavera àrab, i també demostra els mitjans insuficients de les autoritats responsables de la conservació del patrimoni. L'estatueta fou trobada el 26 de gener de 2017 pels serveis de la policia judicial tunisiana.

## Context arqueològic i història del furt el novembre de 2013
L'estatueta es va trobar en 17 fragments en un dipòsit de la casa dels Aurigues grecs.

### Context arqueològic: la casa dels Aurigues grecs

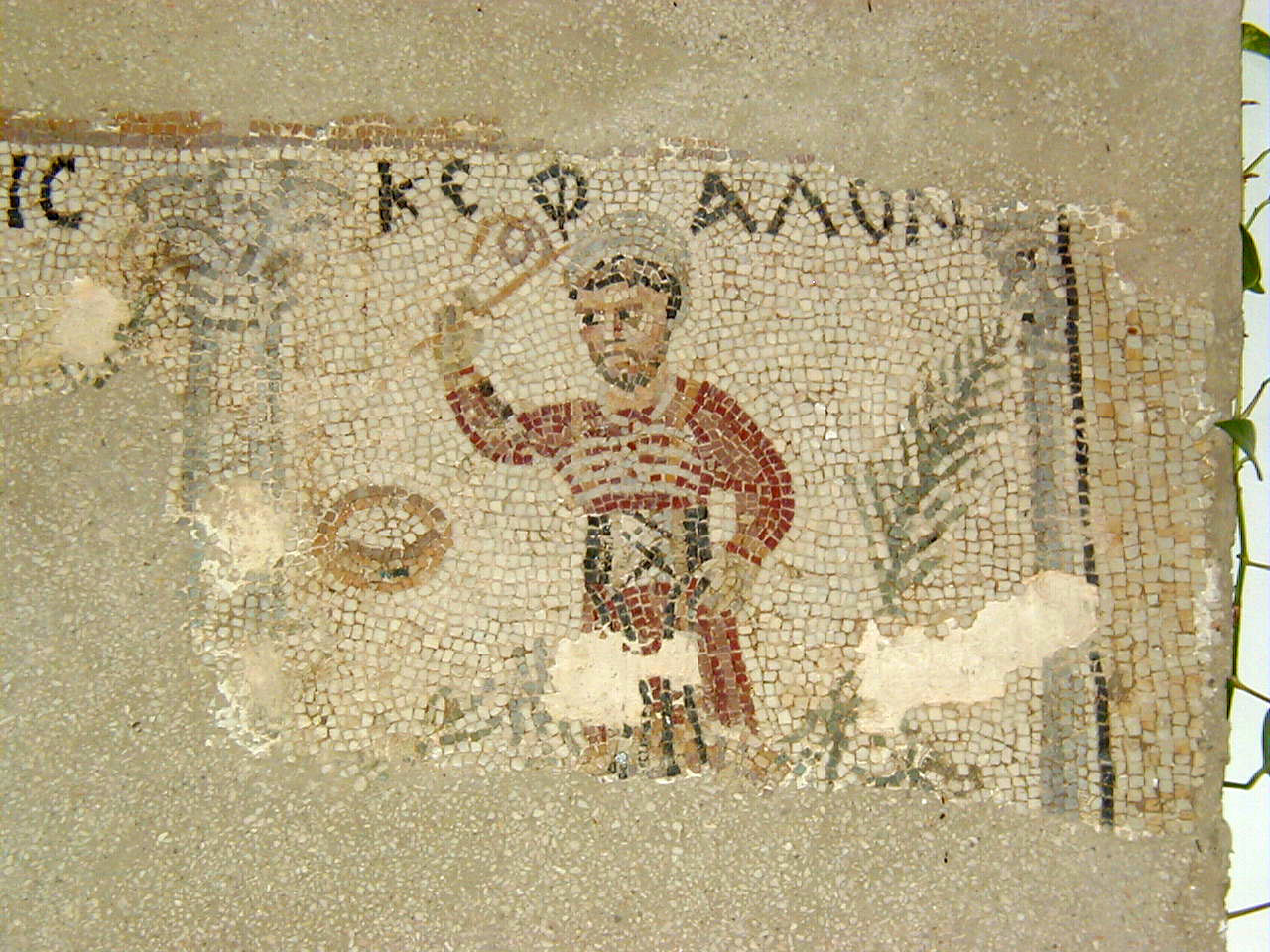
Kephalon, un dels quatre aurigues grecs, en un detall del mosaic que dona nom a la casa on es va descobrir l'estatueta

La casa, equipada amb un peristil i fonts, datada del s. I, incloïa nombroses comoditats. També s'ha excavat parcialment.
Encara que les excavacions descobriren mosaics en moltes habitacions, el seu nom prové del que representa quatre aurigues designats amb nom grec: estan parats en els carros, que no es conserven igual que els cavalls, i llests per començar, cadascú amb un fuet i regnes. Representen un equip o facció del circ romà: Euphumos (blau), Domninos (blanc), Euthumis (verd) i Kephalon (vermell). Aquests noms són probablement dels aurigues més famosos. Aquest mosaic adorna el llindar d'un triclinium o oecus, del pòrtic sud de la casa.

### Història antiga i redescobriment
El dipòsit on es trobà la figureta és sota el triclinium de la casa, que es netejà durant la campanya d'excavació del 1977. L'enviaren al Kelsey Museum of Archeology per al seu estudi i conservació al 1978 i després fou restaurat el 1980 en una oficina especialitzada de Nova York.

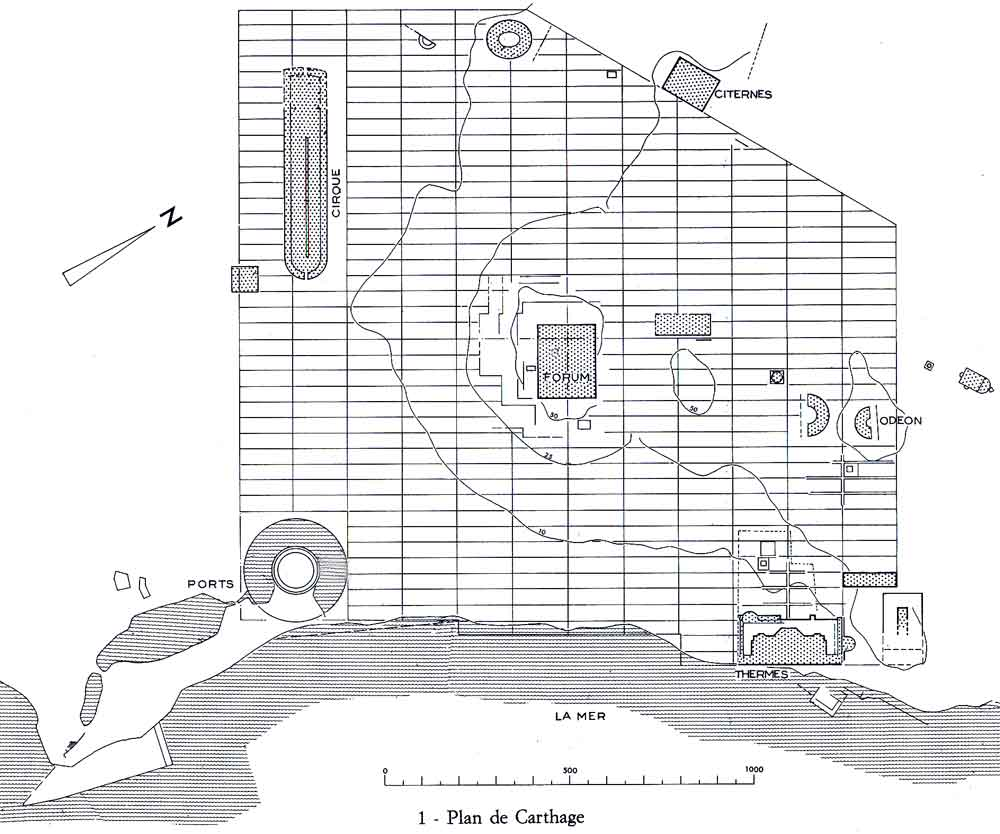
Plànol de la casa romana de Cartago

L'estatueta probablement es trencà accidentalment abans de col·locar-la, i fou objecte d'una restauració en l'antiguitat amb l'ús d'espigues de ferro. El dipòsit on es trobà és d'origen púnic. Les cisternes o dipòsits eren importants a Cartago per l'escassetat de fonts i s'usaven sovint en l'època púnica, especialment al s. III ae, i a l'era musulmana, perquè es va reparar i netejar regularment amb cura durant segles. Després de l'abandó com a dipòsits d'aigua, serviren d'«abocadors d'enderrocs i femers"; les excavacions estan netejant molts ossos d'animals i peixos, així com terrissa domèstica, fins i tot monedes. Residus, sens dubte, d'una cuina, i elements de coberta del grup d'estàtues, que s'han datat del s. V, i principi del VI.
L'abocador en el dipòsit de residus acumulats en tota la vil·la es remunta, segons Elaine K. Gazda, a poc després de la presa de Cartago del 533 pels romans d'Orient, a costa dels vàndals. La casa es va reutilitzar al s. V i es col·locaren nous mosaics en diferents habitacions al s. VI, incloent un paviment d'opus sectile disposat en el triclinium amb nereides cavalcant sobre dracs de mars.L a història del lloc s'interromp al s. VII fins al moment de la construcció de la línia de ferrocarrils a principis del segle xx.
El terreny sobre el qual està construïda la vil·la fou explorat per primera vegada per arqueòlegs de Tunísia el 1970-1971: en sorgí un conjunt eclesiàstic romà d'Orient tardà del s. V, una insula que conté la vil·la, i també s'excavà a l'oest de l'església. La casa dels Aurigues grecs l'estudiaren al 1975, i entre 1976 i 1978 formà part de les excavacions internacionals de la campanya de la Unesco «Per salvar Cartago». El treball de camp anà a càrrec d'un equip tunisià de l'Institut Nacional d'Arqueologia i Art dirigit per Liliane Ennabli i institucions nord-americanes, les Escoles Americanes de Recerca Oriental i el Museu d'Arqueologia Kelsey, dirigits per John H. Humphrey. Tot i que el lloc inclou els nivells més antics dels vestigis de l'època púnica o de l'Alt Imperi romà, l'equip optà per privilegiar les excavacions dels nivells de l'era romana d'Orient i vàndala, períodes de la història de la ciutat prou desconeguts.

## Furt i conseqüències
Furtaren l'estatueta la nit de 8 de novembre de 2013, durant el servei de guàrdia de tres agents. La troballa arqueològica es considera sense valor comercial perquè és coneguda arreu del món i, per tant, es podria haver furtat per integrar la xarxa de vendes oficial d'art. El furt es denuncià a la Interpol.
Aquest fet provocà molta reacció, sobretot en internet i les xarxes socials, on el furt es descrivia com «Ganimedes, assassinat en la memòria tunisiana». Però les reaccions s'esvaïren molt ràpidament.
En els dies següents, les autoritats tunisianes decidiren reforçar les mesures de seguretat dels museus i jaciments.

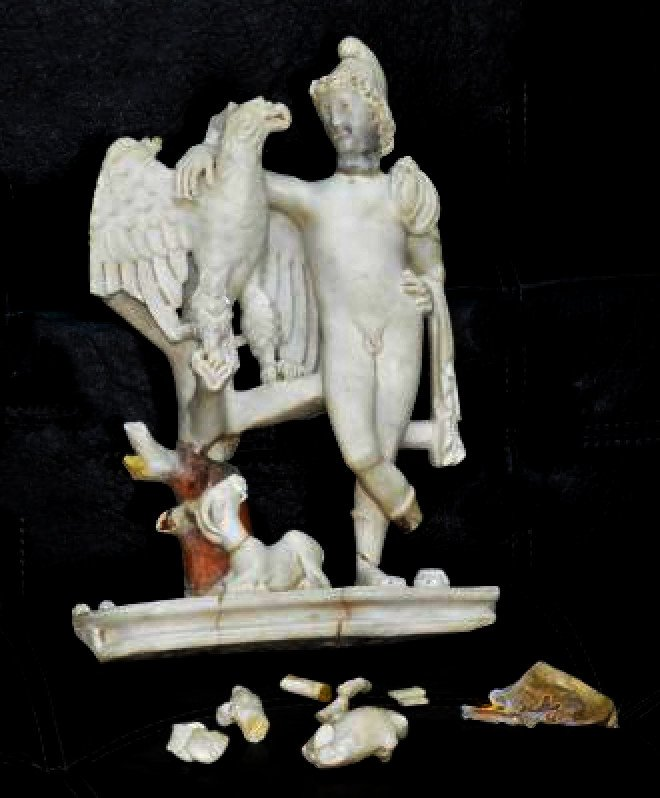
Vista de l'escultura rescatada: el dany sembla considerable, sobretot en el gos situat en el costat de l'obra

El 17 de novembre, el director general de l'Institut Nacional de Patrimoni (INP), Adnan Louichi, respon a un polèmic article en La Presse de Tunisie: «estem treballant d'acord amb els mitjans que tenim, hem imposat un nivell d'urgència a tots els museus; la pobresa del nostre parc de vehicles ens paralitza i ens impedeix assegurar adequadament el seguiment dels nostres jaciments, la fràgil situació de seguretat al país, lamentablement anima totes les formes de delinqüència... El director assenyala problemes pressupostaris i legals, a més del context dels esdeveniments més recents que afecten el país, dins de la continuïtat de la Revolució del 2011. També esmenta l'opció de deixar aquesta obra d'art en un petit museu, necessàriament allunyat del flux de visitants; aquesta fragilitat del lloc d'exposició havia despertat a principis dels anys 2000 un debat per raons de seguretat.
Els sospitosos foren empresonats, i un d'ells mor a l'hospital el 27 de novembre de 2013. Després d'un rumor que l'escultura havia estat trobada, és negat ràpidament per les autoritats; no es pot trobar la figureta i es desconeix el nom del patrocinador o patrocinadors del furt.
El Ministeri de l'Interior anuncia el 27 de gener de 2017 haver trobat l'estatueta. Un dels sospitosos detinguts al novembre de l'any 2015 havia permès arrestar el seu còmplice en possessió de l'estàtua a punt de ser venuda. El 3 d'abril, el Tribunal Penal de Primera Instància de Tunísia condemna un empleat del Museu Paleocristià de Cartago i el seu còmplice a quinze anys de presó pel furt de l'estàtua.

## Descripció

### Descripció general
El treball, tallat en un bloc monòlit de marbre blanc, té unes mesures de 33 cm d'alt.

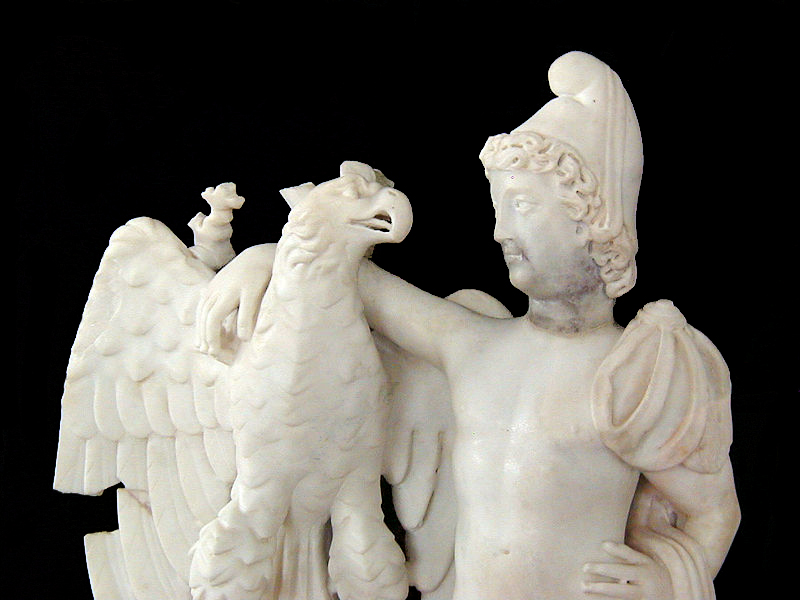
Detall del cap de Ganimedes i de l'àguila

L'escultura representa Ganimedes, un coper dels déus, nadiu de Troia, que reemplaça en aquesta funció a Hebe, al costat de Zeus que ha assumit l'aparença d'una àguila. El moment representat és quan Zeus està a punt de portar-lo a l'Olimp. L'heroi troià pren una posa lànguida, la cama dreta encreuada sobre l'esquerra, el braç esquerre al maluc i el braç dret al voltant de l'àguila, que s'alça sobre un arbre, amb les ales esteses, amb una mirada «enamorada de l'objecte del seu desig».
L'àguila i Ganímedes són «braços i ales entrellaçats»; els peus de l'heroi, que es representa cobert per un barret frigi, estan junt a una cabra adormida, i un gos inquiet, probablement a causa de la imminent partida del seu amo. Per primera vegada, Ganimedes es presenta com un pastor de cabres. El gos existeix en altres representacions de la història del rapte de Ganimedes, però l'afegit de la representació d'una cabra és «inusual».
La composició és purament geomètrica: dos eixos verticals a través de Ganimedes i l'àguila, un cercle i un arc concèntric que envolta el personatge principal de l'escena; la cara també respon a una elaboració acadèmica. Aquests elements semblen haver ajudat l'artista per integrar l'obra en un nínxol.
Altres elements permeten donar suport a la composició acadèmica de l'obra i posen en relleu les línies geomètriques, com la clàmide suspesa, la punta del barret frigi i les plomes de l'àguila. L'artista també treballà les superfícies de l'escultura: en particular el pentinat, molt elaborat. El virtuosisme de l'escultor es confirma per certs detalls anatòmics dels diversos protagonistes i també en el detall de les plomes inferiors de l'ala dreta de l'àguila i els dits de Ganimedes, que tenen fines zones que formen «petits ponts».

## Treball reparat durant l'antiguitat
El grup escultòric està a grans trets en excel·lents condicions; les marques no són importants (les branques de l'arbre per sobre de l'àguila, part de la cama dreta i un dit de la mà dreta). El treball està gairebé complet, només en manquen les branques de l'arbre —almenys tres que sobreïxen de l'àguila— i els elements de les extremitats inferiors del personatge, de la cabra i del gos.El gos i la cabra han perdut les potes davanteres. L'àguila per l'altre costat està gairebé intacta.
Realitzada en un sol bloc, l'estatueta en alguns llocs és gairebé transparent: converteix el treball en un «tour de force de l'escultura antiga». El marbre té un tractament diferent en l'àguila, amb la tècnica de l'esfumat, i els altres elements de l'escultura són molt llisos.

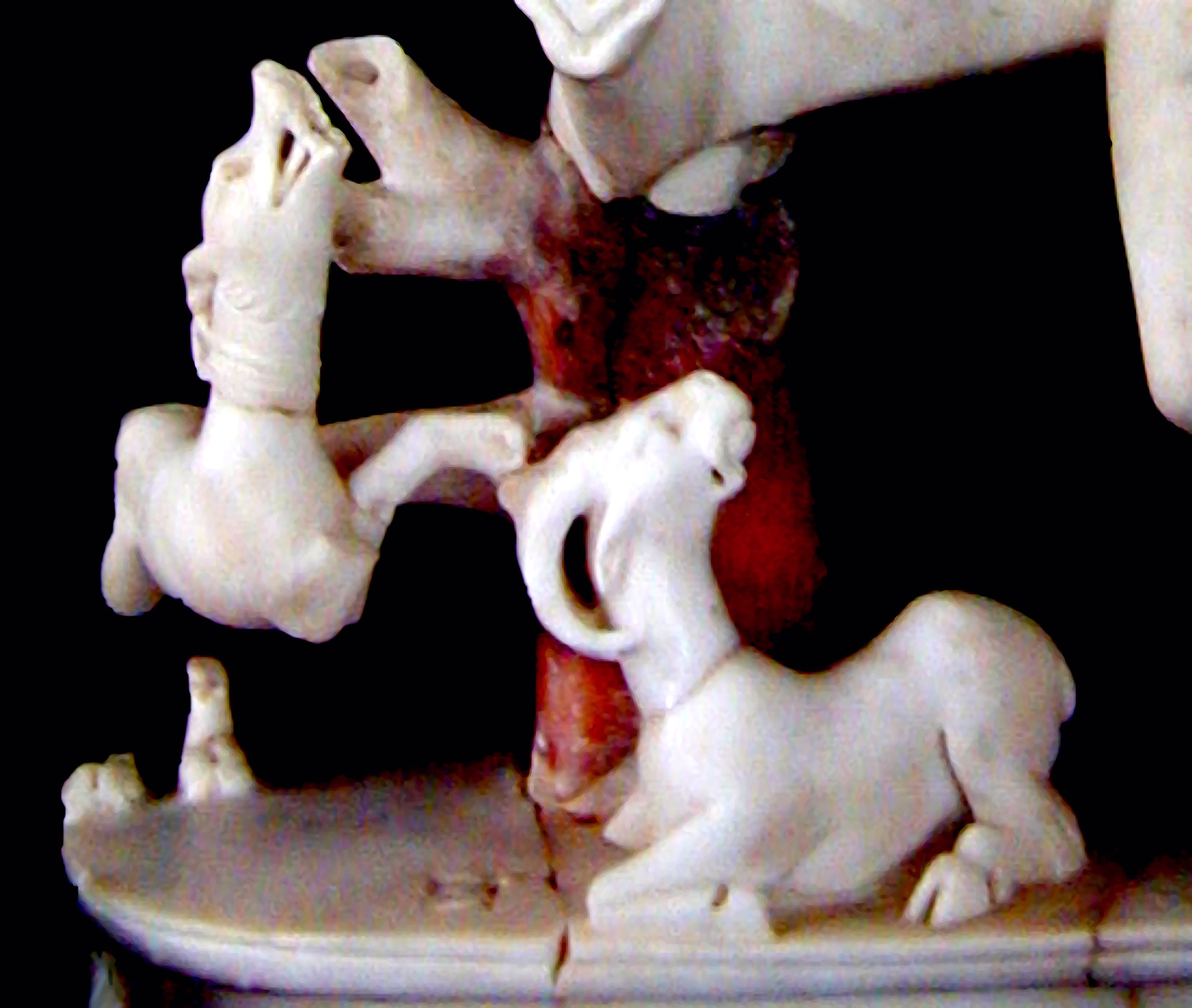
Detall del grup escultòric amb els animals situats als peus de l'arbre

L'estatueta ha estat reparada en l'antiguitat, amb espigues de ferro instal·lades al tronc de l'arbre i la figura de Ganimedes, usant-hi morter de calç d'oli. Les espigues de ferro han decolorat certes parts del grup, de color taronja fosc al tronc de l'arbre i gris en la cara de Ganimedes.[42] Aquests elements d'aquesta primera restauració s'han eliminat en la nova restauració de 1980. Les taques grogues segurament es deuen a l'exposició a matèries orgàniques dins de la font.
La restauració antiga de l'obra sembla haver-la deixat sense acabar per raons desconegudes, tal vegada per elements abandonats al lloc del descobriment. Gadza en suggereix dues hipòtesis: o bé un dany irreparable durant el procés de restauració que va comportar un abandó de l'operació —amb el suport de la hipòtesi de la prova ultraviolada que demostrà que tot el dany havia estat causat en un temps relativament curt—; o una impossibilitat de la persona a càrrec de la restauració de reparar un accessori particular i indispensable. Gazda evoca, en particular, la impossibilitat de connectar les parts inferior i superior de la part posterior de la figura. Per tant, l'abandó d'aquesta restauració estaria relacionat amb «un error humà o un accident», perquè no hi ha evidència d'una degradació deliberada, per la qual cosa «s'ha de suposar que tot el dany ha estat involuntari».

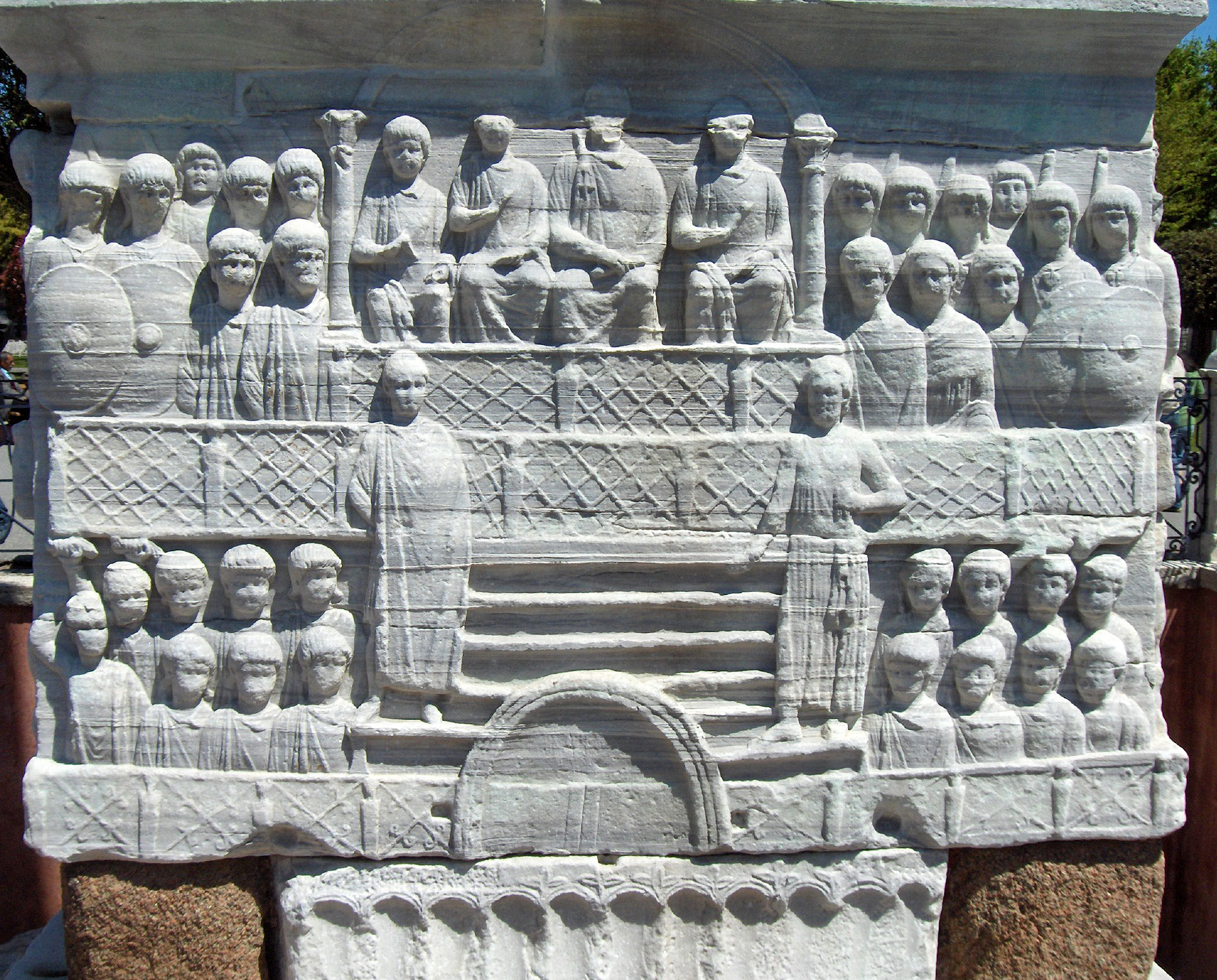
Base de l'obelisc de Teodosi a Constantinoble, amb data del 390

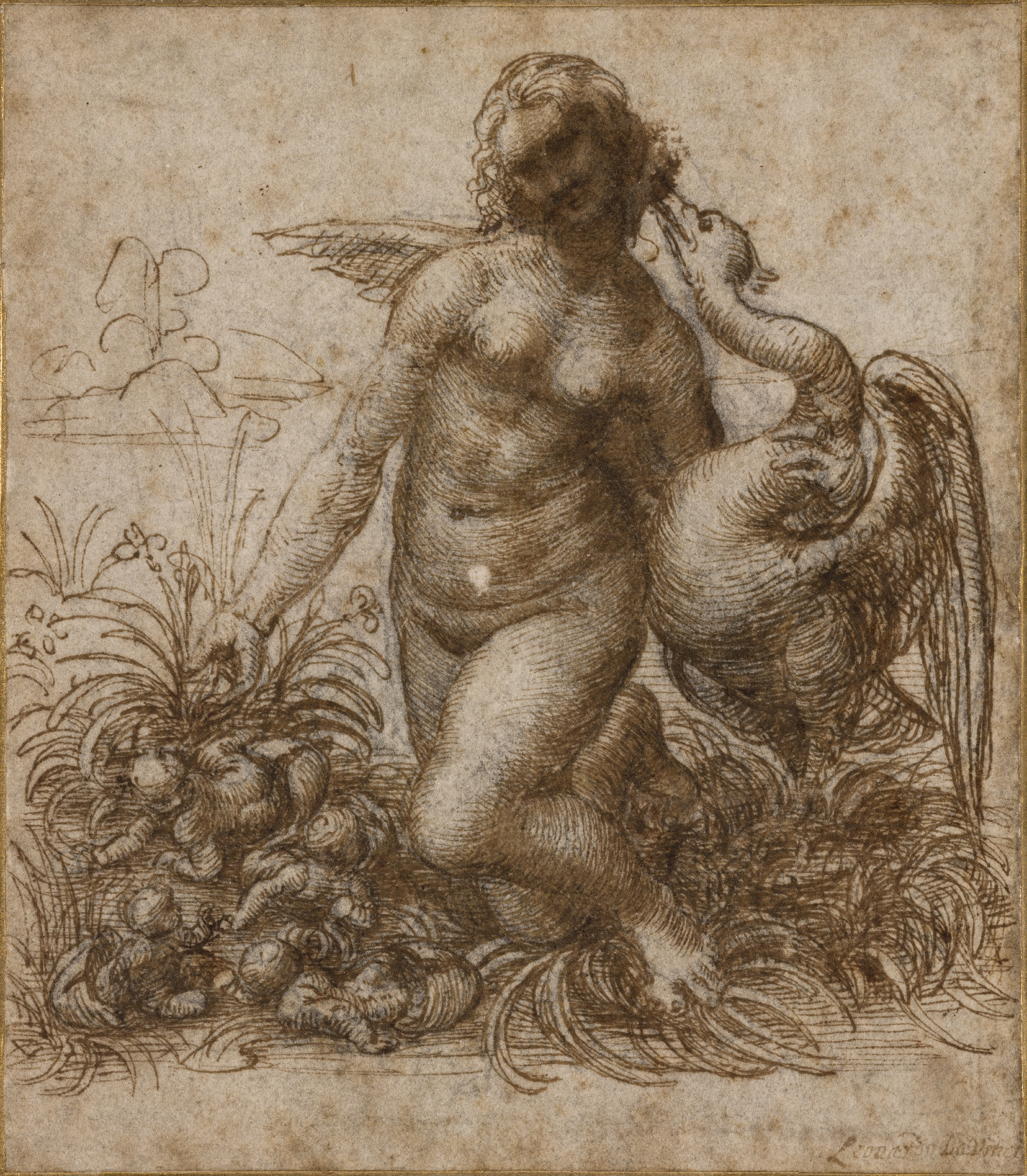
Estudi per una Leda agenollada amb el cigne de Leonardo da Vinci; el mite s'ha associat amb Ganimedes com a part de la casa dels Aurigues grecs

### Utilització
L'estatueta tenia com a funció decorar un fornícula en el peristil o triclinium i mai hauria estat exposada, potser a causa de la reparació soferta; no hi ha rastres de precipitacions sobre l'obra: no fou mai exposada a la intempèrie. El marbre era nou en el moment del desbastament i és possible que el material haguera estat lluny de la casa dels Aurigues grecs i els seus descendents.
Els descobridors de l'estàtua deduïren que a causa de l'absència de restes de ciment a la base, que no és normal, no es podria sostenir sense fonamentació. La base porta un registre que inclou un sistema de ranures regulars.
De la mateixa manera, «l'altra cara és aspra i sense acabar», i alguns detalls no van ser completats. Tanmateix, «fins i tot en la part davantera alguns detalls es van deixar sense acabar». L'ala esquerra de l'àguila no ha estat tallada en la mateixa forma que l'ala dreta. Les plomes potser es volien destacar amb pintura, però mai no es va fer.
L'«evidència física i implica que l'escultura […] mai s'ha col·locat al lloc destinat per a això». Durant les operacions per ajustar-la al nínxol ocorreria un accident i, malgrat els intents, no se'n va poder restaurar i segurament la llençaren al dipòsit amb altres residus.

## Datació complexa i integració al marc de la casa dels Aurigues grecs
La datació de l'estatueta és el problema més espinós de l'obra, fins i tot inferint-la del context del descobriment arqueològic i estil.

### Obra de l'era teodosiana
Estilísticament, el treball pot ser comparat amb els que daten del final del s. II, i altres assoliments daten de mitjan segle v. El rang cronològic és molt ampli, però la cara de Ganimedes dona més pistes. La forma dels ulls fa suposar una data anterior a l'època d'Adrià, i el contrast entre les superfícies polides i el pentinat de Ganimedes pot ser d'abans de la dinastia Antonina;[49] segons Gazda, el tractament del cap no apareix abans del temps de Teodosi.
Un lleuger dubte roman sobre la simultaneïtat dels fragments i els residus domèstics. El context arqueològic pot fer entendre que l'obra pertanyia al propietari de la casa dels Aurigues grecs, perquè transportar aquests residus barrejats amb el fem domèstic a un altre lloc seria molt sorprenent: les deixalles se solen abocar prop del lloc de producció. Entre les monedes descobertes al dipòsit, tres són del regne vàndal, una del moment de Justinià I datat del 602; aquestes troballes numismàtiques subratllen la durada del dipòsit de residus.
Després d'un dipòsit inicial «prop de la cuina de la casa dels Aurigues grecs, una peça probablement situada a poca distància del triclinium», datat per Gazda de mitjan s. V o poc després, els residus podien ser de nou emmagatzemats, amb fragments de l'estàtua distribuïts en el dipòsit. Des dels anys 1980, el grup d'estàtues es data de la fi del s. V, o del s. IV per raons estilístiques. Humphrey després de Gazda busca una data primerenca del s. V, per les analogies de certs detalls, com els ulls, el cabell i el tractament de la capa sobre l'espatlla de Ganimedes, amb obres de finals del s. IV o principis del V, com les representacions dels oficials sobre la base de l'obelisc de Teodosi que adorna l'Hipòdrom de Constantinoble, malgrat els diferents pentinats. Una cara del relleu del sud-est de la base té una composició geomètrica semblant a la de Ganimedes. El pentinat diferent no exclou les equivalències amb les escultures d'època teodosiana. El pentinat té analogies amb obres que daten de finals del segle iv, però alguns detalls dels plecs de la roba no permet considerar una data anterior a l'inici del s. V. L'emperador Teodosi I el Gran regnà del 379 al 395 i l'erecció de l'obelisc a l'hipòdrom data del 390.
«L'escultor del grup cartaginés estava familiaritzat amb els estils i mètodes dels escultors que treballaren en la cort de Teodosi a Constantinoble». Gazda considera que el treball data del final del període teodosià segons criteris estilístics i tècnics.[58] «L'estil i la tècnica del grup de Cartago […] confirmen l'evidència física i arqueològica que suggereix que l'escultura de Ganimedes i l'àguila data de l'inici del s. V de la nostra era».

### Integració amb els reordenaments de la casa dels Aurigues grecs
Humphrey afirma que, com a part de la remodelació de la vil·la, «aquesta escultura refinada hauria estat ben integrada en el luxe elegant de la casa del mosaic dels Aurigues grecs amb els seus sumptuosos mosaics i fonts», en el context de la renovació total d'aquesta casa al començament del s. V.
Els arqueòlegs han recuperat les restes de dos espais que podrien tenir petits elements de talla, durant les excavacions, al llarg de les parets del triclinium: un espai semicircular i l'altre rectangular. En el peristil, dues fonts estaven enfront del triclinium i podien tenir «nínxols prou grans per a escultures de la grandària de Ganimedes». Gazda està considerant un segon grup d'estàtues, que hauria estat Leda i el cigne, mite associat a l'obra trobada: Leda és seduïda per Zeus, que pren la forma d'un cigne.
Per tant, les condicions d'afiliació del conjunt escultòric de la vil·la -en un context arqueològic tardà- i un nou treball, la data del Ganimedes podria ser de principis del s. V, «per raons estilístiques, tècniques i arqueològiques».